# Pholeoteras zilchi
Pholeoteras zilchi is een slakkensoort uit de familie van de Cyclophoridae. De wetenschappelijke naam van de soort is voor het eerst geldig gepubliceerd in 1993 door Subai.